# Music World Corporation
Music World Corporation est une entreprise de production et publication de musique fondée en 1958 aux États-Unis. Elle représente des centaines de chansons et musiques faites sur mesure pour des compositeurs et interprètes, parmi lesquels son fondateur, récompensé par plusieurs Oscars, Robert B. Sherman.
Cette entreprise est basée à Beverly Hills et est affiliée à BMI.  

## Histoire de l'entreprise
Music World a été créé le 8 janvier, 1958 dans l'État de Californie.  Après dans sa première année, l'entreprise est devenue la première maison d’édition de musique à s’associer à la Wonderland Music Company avec la jeune et montante société BMI, branche subsidiaire de The Walt Disney Company.  Parmi les plus grands succès de Music World, on trouve:  "Tall Paul", "Bright and Shiny" et "You're Sixteen",  chanson no. 1 des hits parade. "Tall Paul" arriva no6 au top des hits parade en 1959 marquant le premier tube au top ten d'une chanteuse solo de rock and roll.  
En 2000 l'entreprise étendit son activité à l’édition, l’écriture et la production de "jingle". Parmi ces nombreux clients, on trouve Time Warner, Disney, Aero California.

## Direction
- Robert B. Sherman (Président et Fondateur)
- Robert J. Sherman (Vice Président)
- Gregory S. Davis (Trésorier et Secrétaire)